# Feylinia elegans
Feylinia elegans är en ödleart som beskrevs av Hallowell 1852. Feylinia elegans ingår i släktet Feylinia och familjen skinkar. Inga underarter finns listade i Catalogue of Life.
Arten förekommer i centrala Afrika troligen från Kamerun till Angola. Honor lägger inga ägg utan föder levande ungar. Ödlan lever i kulliga regioner mellan 300 och 900 meter över havet. Exemplaren vistas i lövfällande skogar och i savanner. De gräver ofta i marken.
För beståndet är inga hot kända. Hela populationen anses vara stor. IUCN listar arten som livskraftig (LC).